# 深川造船所
深川造船所（ふかがわぞうせんじょ）はかつて福岡県に工場を所有していた船舶・鉄道車両・機械メーカー。明治時代に勃興し、大正時代に佐賀県において全盛期を迎えた地方財閥の一つである深川家によって創設され、同家の没落と共にその役割を終えた。
本項では、当造船所と表裏一体の関係にあった深川汽船株式会社および両社の母体となった大川運輸株式会社、それに深川家の資産運用会社として機能した地所株式会社についても併せて記述する。

## 歴史

### 創業期
幕末に家業を捨て独立した深川嘉一郎(1829 - 1901)は、明治時代初期に佐賀藩が保有していた船舶の払い下げあるいは借用により、海運業に乗り出した。
彼は有明海から長崎を経由して大阪に至る航路を確立、この航路が大きな成功を収めたことから、引き続いて有明海に面した福岡県三潴郡大川町（現大川市）の若津港を母港とする新規航路を次々に開拓、その事業は年々拡大の一途をたどっていった。
この過程で深川嘉一郎は自らが保有し使用する船舶の修理を自前で行う必要を感じ、1883年に自前の修理施設を若津港に設置した。
その後、嘉一郎は自己の事業の経営基盤を確立すべくこの海運・船舶修理事業の法人化を企図して1891年に大川運輸株式会社を設立、自らが社長に就任し息子の文十(1849 - 1908)を取締役とするなど、経営陣を深川家一族やその舎弟といった関係者で固めた。同社では船舶の運航を司る運輸部を深川汽船部、船舶の修繕を担当する工務部を深川造船所と呼び、当初は運輸部が使用する自社所有船舶の修理に限って工務部を運用した。
この大川運輸の事業はその後も引き続き順調に発展した。1893年には、深川家一族が一連の事業で得た収益で購入した土地の面積が300町歩を突破し巨額の益金が発生したことから、保有資金と土地のさらなる有効活用を図るべく、資本金を4万円投じて土地保全と小作人からの小作米取り立てなどを専門に担当する地所株式会社が設立された。続いて1894年には、鹿児島・島津家が所有していた集成館機械工場で不要となった竪削盤をはじめとする幕末以来の高価な輸入大型工作機械を購入、若津の工場に設置している。

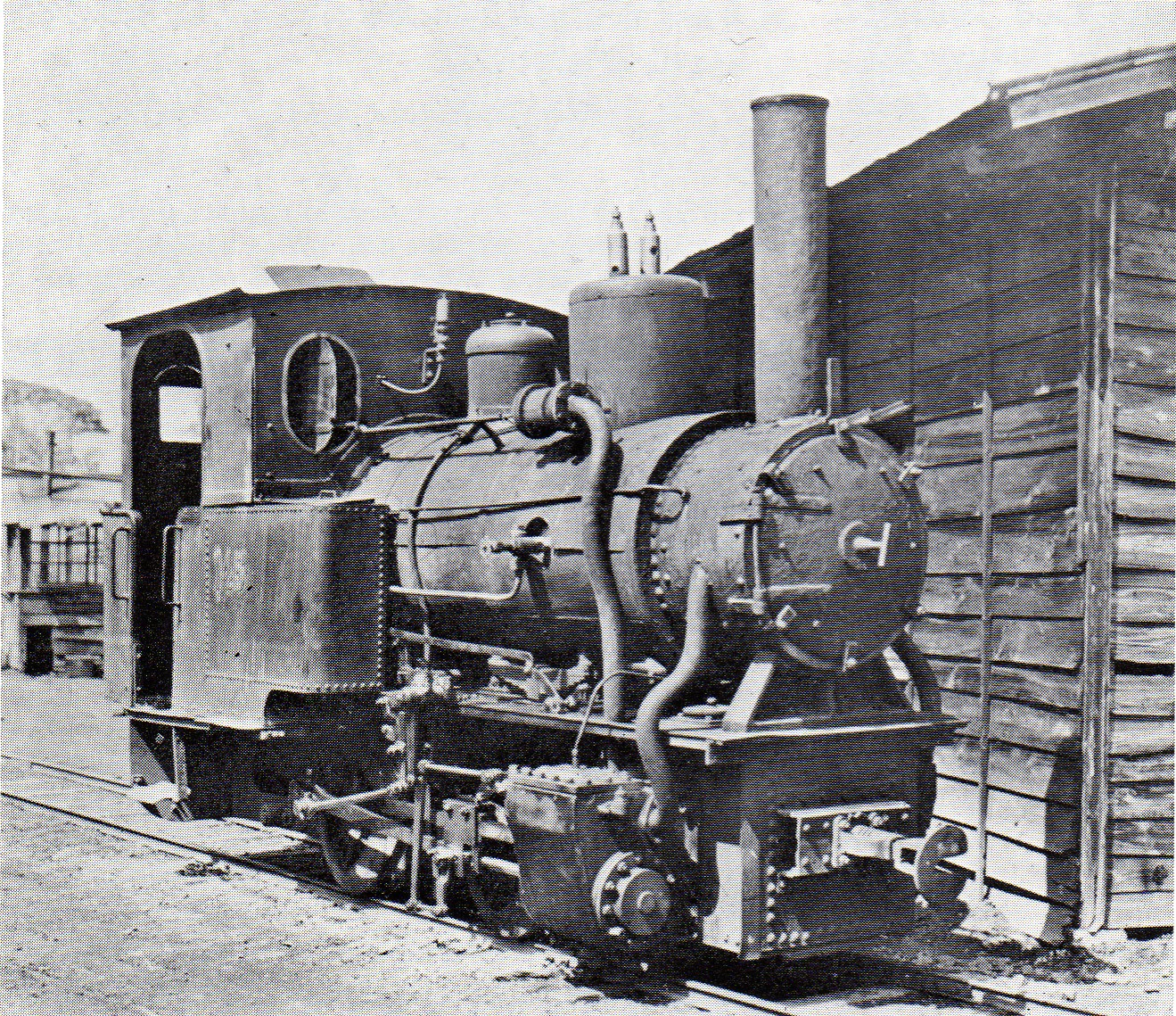
国鉄ケ145形（元・南隅軽便鉄道1形）蒸気機関車
基本はドイツメーカー製小型蒸気機関車の模倣だが、日本製蒸気機関車としては珍しく自社開発の（深川式）ベーカー式弁装置を備えた野心作であった。

こうして会社の事業が急成長する中、1901年に創業者である深川嘉一郎が逝去し、子の深川文十がその後を引き継いで大川運輸の社長に就任する。文十は経営者としての能力もさることながら、発明家としての才に恵まれた人物であった。彼は自社船舶の性能向上を目論んで文十式螺旋推進器を1906年から1907年にかけて考案、特許を取得し、これはその効率の良さから海軍省に採用されるほどの成功を収めた。彼は1908年に59歳で急死するが、深川家の会社経営は子の喜次郎に引き継がれてさらなる発展を示し、また文十の示した技術面での進取の気風は、後身である若津鉄工所時代に至るまで、技術陣に受け継がれてゆくこととなる。
文十没後の1909年に若津港の造船所設備が拡張され、同時期には広島県の呉電気鉄道の第1号電車や地元若津と柳河を結ぶ3フィート(914mm)軌間の三潴軌道向けに最初の蒸気機関車を客貨車と共に納入した。これは雨宮製作所製のいわゆる「へっつい」型と呼ばれる軌道用超小型機関車をデッドコピーしたものであったが、以後、深川造船所はベーカー式弁装置と呼ばれる斬新な機構を備えた南隅軽便鉄道1形（1914年）をはじめ、機構・設計共に独自色の強い個性的かつ野心的な設計の車両をいくつも送り出している。
1910年7月には運輸部が深川家の本邸のある佐賀県佐賀市道祖本町へ移転、従来は一体であった造船所と運輸部の機能は完全に分離された。
その後、第一次世界大戦の開戦までは船舶需要の低迷もあって事業不振が続き、1915年には一部会社の整理が行われている。

### 全盛期
深川汽船と深川造船所は第一次世界大戦による船運の好況に大きな恩恵を受けた。
この時期、深川汽船は15隻の船舶を保有、その総トン数は19,805tに達し、これらが就航する定期航路も若津から大連・シンガポール・ジャワへ向かう南洋線、同じく大連・営口・天津へ向かう北清線、若津から三角・阪神地方を経由して東京へ至る東京線、若津から長崎・佐世保・伊万里・博多・関門・高浜・今治・多度津などを経由して大阪に至る大阪線。若津から長崎の五島列島へ向かう長崎五島線、そして鹿児島と種子島・屋久島の間を結ぶ鹿児島種子屋久線の6路線を数えていた。また、傭船として運用されていた船舶については傭船料や運賃が高騰、その利益によって大正初期に起きた事業不振の際の欠損金613,000円や事業整理費用を埋め合わせて有り余る巨額の利益を会社にもたらした。この利益によって簿価33万9千円の船価償却が行われ、さらに7万円分の株式配当がこの時期に行われている。
このような好況を背景として、造船所部門は1916年9月に資本金20万円で株式会社深川造船所として独立、矢継ぎ早に増資を繰り返して1918年8月には資本金100万円となり、その資本投下によって総トン数3,000t級の船舶を製造可能とする大規模な設備投資が実施された。
こうしてこの時代には、若津の本社工場は6,585坪の敷地に3t・4t・5tで合わせて3つの小型溶鉱炉を備え、3,000t級船渠と25t架設クレーン、それに3台の船架を設置し、鋳物・機械・製罐・鍛冶・木工・模型・製材の各工場が棟を並べる、船舶・機関車などの一大生産拠点に発展した。
もっとも、1910年に運輸部が移転したことが示すように、筑後川の河口港である若津港周辺は元々木工業者が集積していて用地面で手狭で、敷地面積の点でこれ以上の拡充は困難であった。そのため、同時期に福岡県内でも日本海に面した西戸崎に約10万坪の用地を購入して新造船所をそこに建設、1,000t・5,000t級船渠各1基を設置して、併せて車軸など機関車部品製造・修繕拠点とすることを計画していたが、この計画はその後の経営悪化により未実現のまま終わった。
この時期、深川家の3代目当主である深川喜次郎は、金融機関としての機能も備えるようになった地所株式会社、所有船舶の数こそ大正初期の不振で6隻に減らしたものの、その内2隻を鋼製とし、さらにそれ以外の3隻を当造船所製の新造船とするなど体質改善が進んだ深川汽船、佐賀セメント、地所株式会社が種子島などに所有する広大な土地の開墾を目的とした種屋開墾、それにこの深川造船所などの社長を務め、広滝水力電気（後の九州電灯鉄道）やラサ島燐鉱など多数の会社の取締役や監査役にも就任するなど、多忙を極めていた。なお、同時期の当造船所では相談役として、佐賀県で深川家や古賀家と並び称された財閥、伊丹家の当主である伊丹弥太郎(1867 - 1933)を迎えている。

### 最終期
第一次世界大戦に伴う海運事業の空前の活況は、1918年12月の休戦とともに唐突に終わりを迎えた。深川造船所および深川汽船もこの影響を免れず、運賃および傭船料の急下落で会社の経営は大きな影響を受け、特に資金調達に重要な役割を果たしていた地所株式会社の資金繰りが急速に悪化した。
この時期、深川汽船では被害を最小限に留めるため、この時期にも定期航路としての運航が続いていた大阪線を自社保有の柳川丸1隻と他社からの傭船1隻で対処することとし、他の保有船舶をより収益性の高い上海などの東アジア近海へ配船する措置を採った。
また、深川造船所も1921年10月4日に工場から出火、大火となるという不幸があったものの、新規需要、特に船舶とは異なり一定の安定した需要が期待できた鉄道車両市場の開拓を進め、1922年から1923年にかけて鉄道省から工事用小型蒸気機関車の受注に成功するなど、様々な営業努力が重ねられた。
しかし、この時期の不況は大正時代に佐賀県下に勃興していた各地方財閥を直撃、銀行などの休業・解散が相次ぐ中、遂に1924年8月14日、深川造船所は工場休業の発表を行うところまで追い込まれるに至った。
その後も、機関車製造事業などは需要があったことから工場の再興が図られたが、財力を失った深川家は、同様に自らが経営する銀行の倒産などで危機的な状況に陥っていた伊丹家や古賀家など他の佐賀県内新興財閥群と共にこの後急速に衰退、1925年6月には工場が競売に付される事態となり、その後も工場は存続したものの唐津製鋼所に買収されて同社若津工場となり創業家である深川の名は姿を消した。
1930年には同工場は若津鉄工所に改組された。同鉄工所は戦時中には産業機器統制会会員となって少なくとも1943年頃まで活動した形跡があり、さらに若松市の今村製作所に引き継がれて第二次世界大戦後まで深川造船所時代以来の蒸気機関車製造事業が継続された事が確認されている。
なお、この今村製作所は車輌メーカーである若松車輌と資本関係のある兄弟会社で、集成館機械工場から深川造船所を経て受け継がれてきたオランダ・N.S.B.M社製竪削盤は最終的に同社の負債と共にこの若松車輌が継承して存続し、1998年の同社自己破産申請に伴う工場閉鎖まで北九州市若松区の同社工場で使用された。

## 主な製品
- 南隅軽便鉄道1形蒸気機関車
- 国鉄ケ100形蒸気機関車
- 国鉄ケ150形蒸気機関車
- 国鉄ケ170形蒸気機関車
- 国鉄ケ210形蒸気機関車

※ Category:深川造船所製の蒸気機関車も参照。